# Alexander Péter
Alexander Pétér (*17. srpna 1957) je bývalý slovenský fotbalista, útočník.

## Fotbalová kariéra
Hrál za Lokomotívu Košice. V lize nastoupil ke 169 utkáním a dal 18 gólů. Vítěz Slovenského poháru v roce 1985.

## Ligová bilance
| Ročník                                   | Zápasy | Góly | Klub              |
| ---------------------------------------- | ------ | ---- | ----------------- |
| 1. československá fotbalová liga 1980/81 | 19     | 5    | Lokomotíva Košice |
| 1. československá fotbalová liga 1981/82 | 29     | 2    | Lokomotíva Košice |
| 1. československá fotbalová liga 1982/83 | 29     | 1    | Lokomotíva Košice |
| 1. československá fotbalová liga 1983/84 | 29     | 6    | Lokomotíva Košice |
| 1. československá fotbalová liga 1984/85 | 29     | 2    | Lokomotíva Košice |
| 1. československá fotbalová liga 1985/86 | 28     | 2    | Lokomotíva Košice |
| LIGA CELKEM                              | 163    | 18   |                   |